# 萨梅利·塔拉
萨梅利·塔拉（芬蘭語：Sameli Tala，1893年8月16日—1961年1月6日），芬兰男子田径运动员。他曾代表芬兰参加1924年夏季奥林匹克运动会田径比赛，获得男子团体3000米金牌。